# Gladiolus debeerstii
Gladiolus debeerstii là một loài thực vật có hoa trong họ Diên vĩ. Loài này được De Wild. miêu tả khoa học đầu tiên năm 1913.